# Brachyllus rougeriei
Brachyllus rougeriei är en skalbaggsart som beskrevs av Keith 2003. Brachyllus rougeriei ingår i släktet Brachyllus och familjen Melolonthidae. Inga underarter finns listade.